# Надточій Юрій Миколайович
Юрій Миколайович Надточій (нар. 3 липня 1967, Чернігів, УРСР) — радянський та український футболіст, захисник.

## Життєпис
Тренувався разом з першою командою «Десни» з 1984 року, але тодійшній головний тренер Євген Горянський не випускав його в матчах першої команди. Шанс проявити себе в першій команді отримав наступного року, коли головним тренером призначили Михайла Фоменка. У 1985 році зіграв 23 матчі (1 гол) у Другій лізі СРСР. У 1985 році призваний на військову службу, грав за футбольну команду з Білої Церкви. У 1988 році повернувся з армії, виступав за «Гідротехнік» у чемпіонаті Чернігівської області. Наприкінці 1989 року перейшов у «Десну», за яку почав виступати вже з наступного року. Провів два сезони в Другій нижчій лізі СРСР. Після розпаду СРСР «Десна» отримала місце в Першій лізі України. В українських футбольних змаганнях дебютував 16 лютого 1992 року в переможному (1:0) домашньому поєдинку 1/32 фіналу кубку України проти полтавської «Ворскли». Юрій вийшов на поле в стартовому складі та відіграв увесь матч. У Першій лізі України дебютував 14 березня 1992 року в програному (0:3) виїзному поєдинку 1-го туру підгрупи 1 проти севастопольської «Чайки». Надточій вийшов на поле в стартвому складі та відіграв увесь матч. Першим голом за чернігівський клуб відзначився 13 квітня 1993 року на 86-й хвилині переможному (3:1) домашньому поєдинку 27-го туру Першої ліги України проти полтавської «Ворскли». Юрій вийшов на поле в стартовому складі та відіграв увесь матч. За п'ять з половиною сезонів, проведених у «Десні», у чемпіонатах України зіграв 254 матчі (4 голи), ще 10 поєдинків провів у кубку України.
У 1997 році виїхав до Білорусі, де в складі «Гомеля» став переможцем Першої ліги Білорусі. Влітку 1997 року повернувся до України, де став гравцем «Славутича-ЧАЕС». У футболці славутицького клубу дебютував 5 серпня 1997 року в програному (0:1) виїзному поєдинку 2-го туру групи В Другої ліги України проти бахмацького «Аверсу». Юрій вийшов на поле в стартовому складі та відіграв увесь матч. У серпні-вересні 1997 року зіграв 7 матчів у Другій лізі України. З травня 1998 року виступав в аматорському чемпіонаті України за «Домобудівник» (Чернігів), де виступав протягом півтора сезонів. 
У 2016 році у складі ветеранів чернігівської «Десни» взяв участь у міжнародному футбольному турнірі в білоруському місті Жодіно. Честь чернігівського клубу в Білорусі захищав Олександр Савенчук, Андрій Бєлусов, Олександр Селіванов, Валерій Рубанчук, Петро Тім, Володимир Мацута, Олег Проха, Ігор Жорняк, Петро Пилипейко та Ігор Симчук.

## Досягнення
«Гомель»
- Перша ліга Білорусі
  -  Чемпіон (1): 1997

«Десна» (Чернігів)
- Друга ліга України
  -  Чемпіон (1): 1996/97